# Willys M38
Der Willys M38 Jeep, auch als Willys MC bekannt, ist ein US-amerikanischer, leichter, allradgetriebener Militärgeländewagen, der als Nachfolgemodell der Baureihe der Willys MB bekannt ist.

## Beschreibung
Der Willys M38 ersetzte ab 1950 den Willys MB und den Ford GPW, die beide im Zweiten Weltkrieg verwendet worden waren. Bis 1952 wurden vom M38 über 60.000 Stück hergestellt. Der M38 ist die militärische Version des ebenfalls zu dieser Zeit produzierten zivilen Jeeps Jeep CJ-3A. Von diesem unterscheidet er sich in einigen Details, wie zum Beispiel dem verstärkten Rahmen und der Federung, einer wasserdichten 24-Volt-Anlage, abgedichteten Entlüftungen an Motor, Getriebe, Brems- und Kraftstoffsystemen. Einige M38 wurden im Koreakrieg eingesetzt. Ungefähr 2.300 M38 stellte Ford of Canada für die kanadische Armee unter dem Namen M38-CDN her. Ab 1952 wurde der M38 durch seinen Nachfolger, den Willys M38A1, ersetzt.
Das US-amerikanische Technical Manual (Gebrauchsanleitung) TM 9-804 beschreibt den M38 wie folgt:
„Dieses Fahrzeug ist ein Allzwecktransporter für Personen und Material, das speziell für Aufklärungs-, Führungs-, Verbindungs- und andere Spezialaufgaben entworfen wurde. Es ist ein Vierradfahrzeug mit Vierradantrieb, das „¼-ton 4 × 4 utility truck M38“ genannt wird. Der 4-Zylinder-Benzinmotor (Willys Go Devil Motor) ist vorne, der Aufbau bietet Platz für vier Passagiere, ist offen und kann durch ein Planenverdeck mit Seitenteilen, das mit einem entsprechenden Metallgestänge aufgespannt wird, geschlossen werden. Das manuelle 3-Gang-Schaltgetriebe (Borg-Warner-T90-Getriebe) wird durch ein 2-Gang-Getriebe (Dana-18-Getriebe) ergänzt, das sowohl den Antrieb der Vorderachse zuschaltet als auch eine zusätzliche Untersetzung für schwieriges Gelände bietet. Die Windschutzscheibe kann nach vorne auf die Motorhaube abgeklappt werden, um eine niedrige Silhouette zu erreichen und das Schießen nach vorne zu ermöglichen. Das Ersatzrad ist an der Rückwand montiert und es ist eine Anhängerkupplung am Heck vorhanden. Dieses Fahrzeug ist für kurze Unterwassereinsätze konstruiert, was durch Abdichtung der elektrischen Anlage und ein Belüftungssystem, das mit dem Luftfilter verbunden ist, erreicht wird. Ein Rüstsatz ist erhältlich, der den Lufteinlass und das Auspuffrohr verlängert und so die Durchquerung von tieferen Gewässern Tiefwaten ermöglicht. Das gestattet den Einsatz des Fahrzeugs bei Gewässerdurchquerungs- und Landungsoperationen.“

## Unterscheidungsmerkmale zum Willys MB
Obwohl die meisten Teile der Karosserie, der Rahmen, der Motor und vieles mehr direkt vom Vorgänger, dem Willys MB, übernommen wurden, gibt es doch einige augenfällige Unterschiede:
- Die Verglasung der Windschutzscheibe ist einteilig und kann nicht mehr nach vorne ausgeklappt werden. Stattdessen hat der M38 unterhalb der Verglasung drei Klappen um den Innenraum bei geschlossenem Verdeck belüften zu können.
- An der Front- und der Heckseite sind je zwei Schäkel zum Verzurren montiert.
- Die Scheinwerfer sind nicht mehr nach innen versetzt und klappbar montiert, sondern stehen etwas hervor und sind jeweils durch einen Drahtbügel geschützt.
- Die Pionierwerkzeuge (Axt und Schaufel), die beim MB noch auf der Fahrerseite montiert waren, sind beim M38 auf der Beifahrerseite angebracht.
- Auf der Fahrerseite befindet sich ein von außen zugänglicher Tankeinfüllstutzen. Beim MB war dieser noch unter dem Fahrersitz angebracht.
- Zwischen Motorhaube und Windschutzscheibe befindet sich auf der Beifahrerseite eine Klappe, unter der eine der beiden 12-V-Fahrzeugbatterien montiert ist (die zweite Batterie befindet sich unter der Motorhaube).
- Der Griff zur Betätigung der Feststellbremse ist nun links vom Lenkrad und nicht mehr in der Mitte des Armaturenbretts angebracht.
- Der M38 rollt auf größeren Reifen (7.00 R16, während beim MB noch 6.00 R16 montiert waren).

Nicht von außen sichtbar sind hingegen die umfangreichen Maßnahmen, die ergriffen wurden, um den M38 mit einer möglichst großen Tiefwatfähigkeit auszustatten: Sämtliche Instrumente, Schalter, der Anlasser, die Lichtmaschine, der Lichtmaschinenregler, die Batteriekästen, der Verteiler und die Verteilerkabel wurden wasserdicht konstruiert. Da einige der Bauteile für ihre einwandfreie Funktion oder um die Bildung von Kondenswasser zu verhindern, eine Verbindung zur Umgebungsluft benötigen, wurde ein komplexes System aus Ventilen, Be- und Entlüftungsschläuchen bzw. -rohren installiert.
Vor dem Einfahren in tieferes Wasser konnte der Fahrer über einen im Armaturenbrett angebrachten Zugschalter die Ventile zur Belüftung des Motorblocks schließen. Dadurch wurde ein Überdruck im Motor aufgebaut, der zusätzlich das Eindringen von Wasser verhinderte.

### Technische Handbücher
- TM 9-804[2]
- TM 9-1804A[3]
- TM 9-1804B:[4]
- TM 9-8012:[5]
- SNL G740 M38A1[6]
- TM 9-804A:[7]
- TM 9-8014:[8]
- TM 9-8015-1:[9]
- TM 9-8015-2:[10]
- TM 9-2320-208-20P:[11]
- TM 9-2320-208-34P:[12]
- SNL G-758:[13]